# HD 45512
HD 45512，又名BD+10 1149，SAO 95718、HR 2342，是一颗恒星，视星等为6.15，位于銀經201.14，銀緯-0.38，其B1900.0坐标为赤經6h 22m 47s，赤緯+10° -0.38′ 1″。